# Krieg (Skulptur)

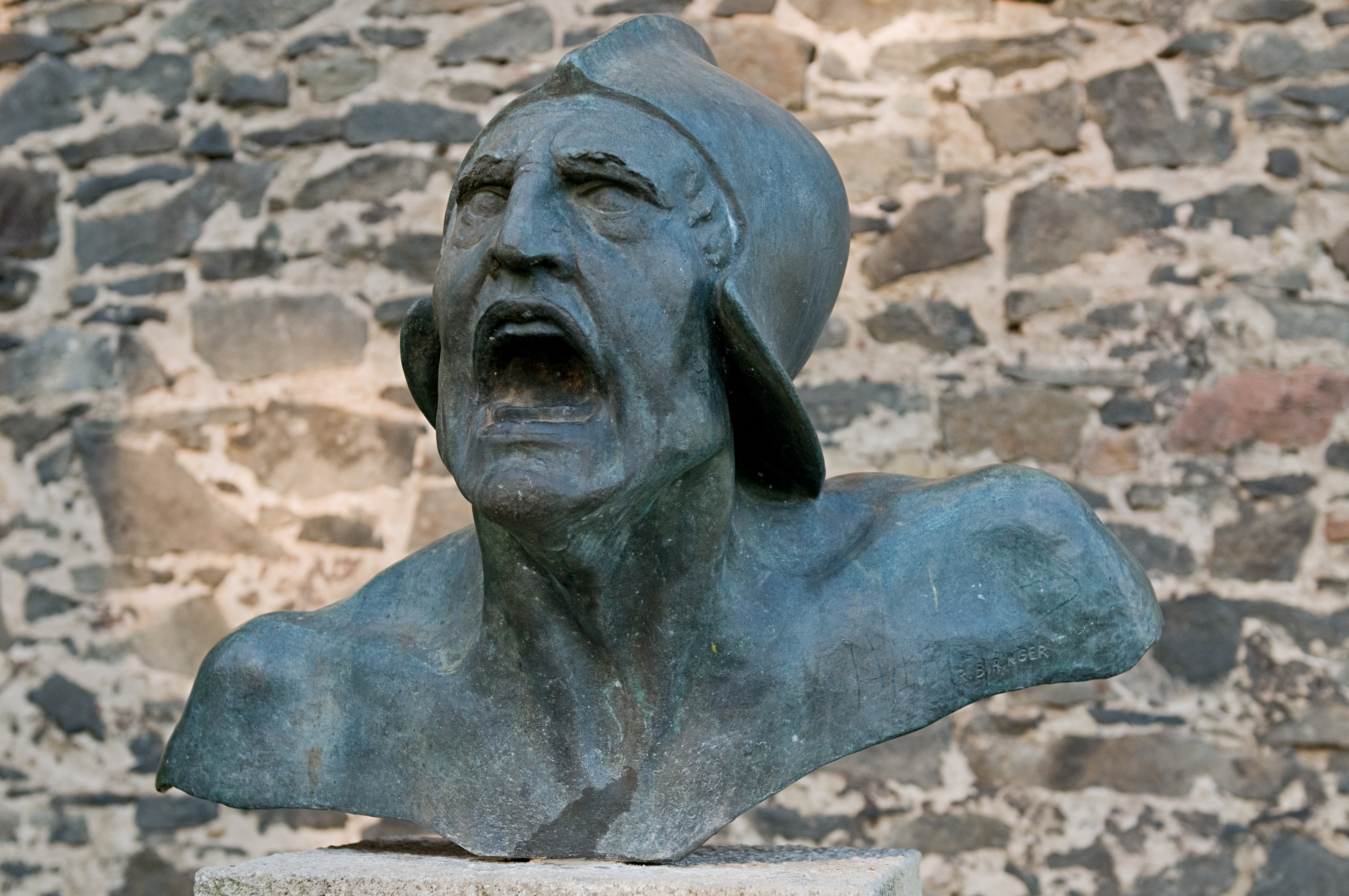
Bronzebüste „Krieg“ von Richard Biringer

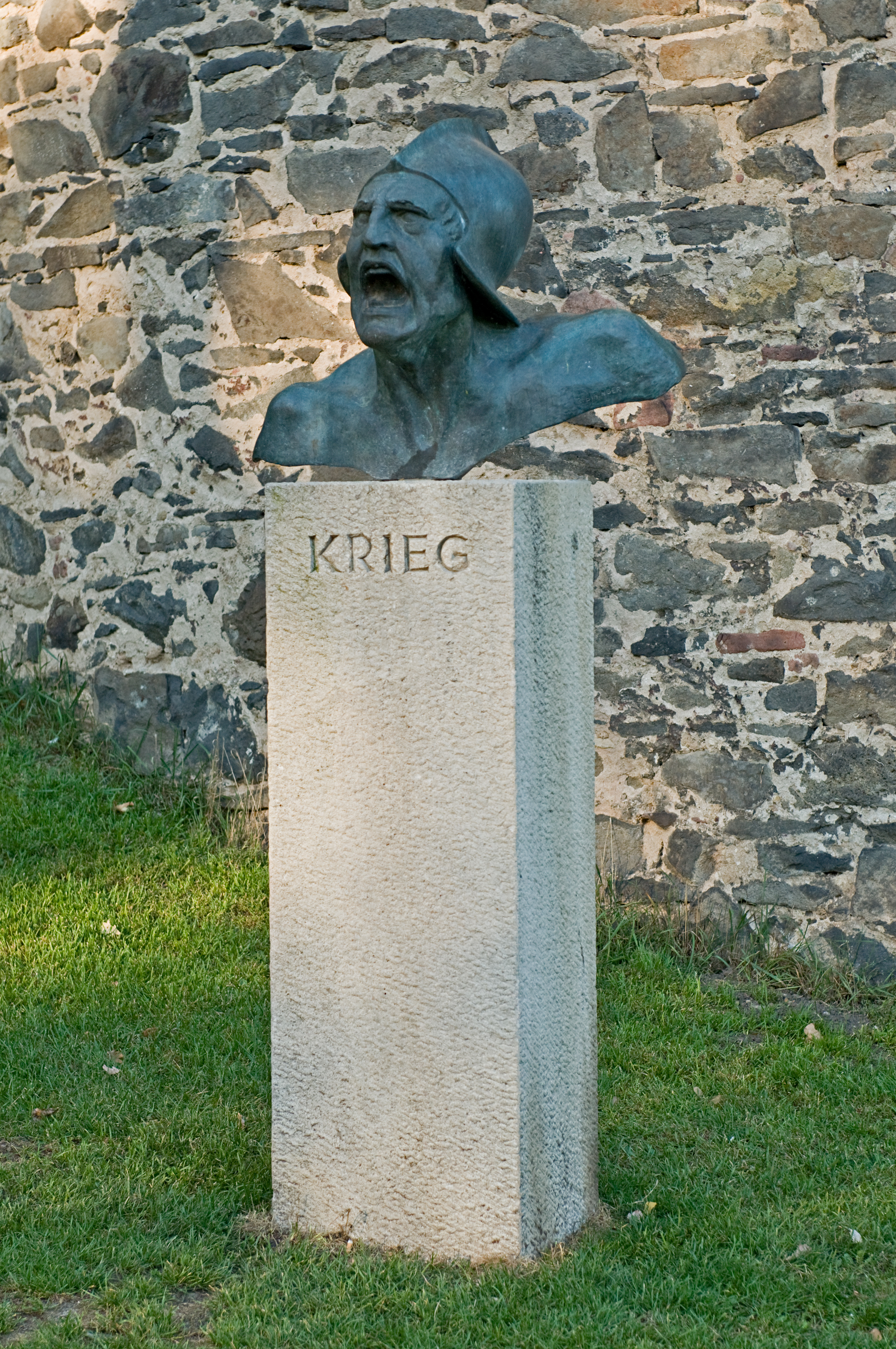
Gesamtansicht der Skulptur „Krieg“

Der Krieg ist eine Bronzeskulptur des Höchster Künstlers Richard Biringer (1877–1947) aus dem Jahr 1928.

## Beschreibung der Skulptur

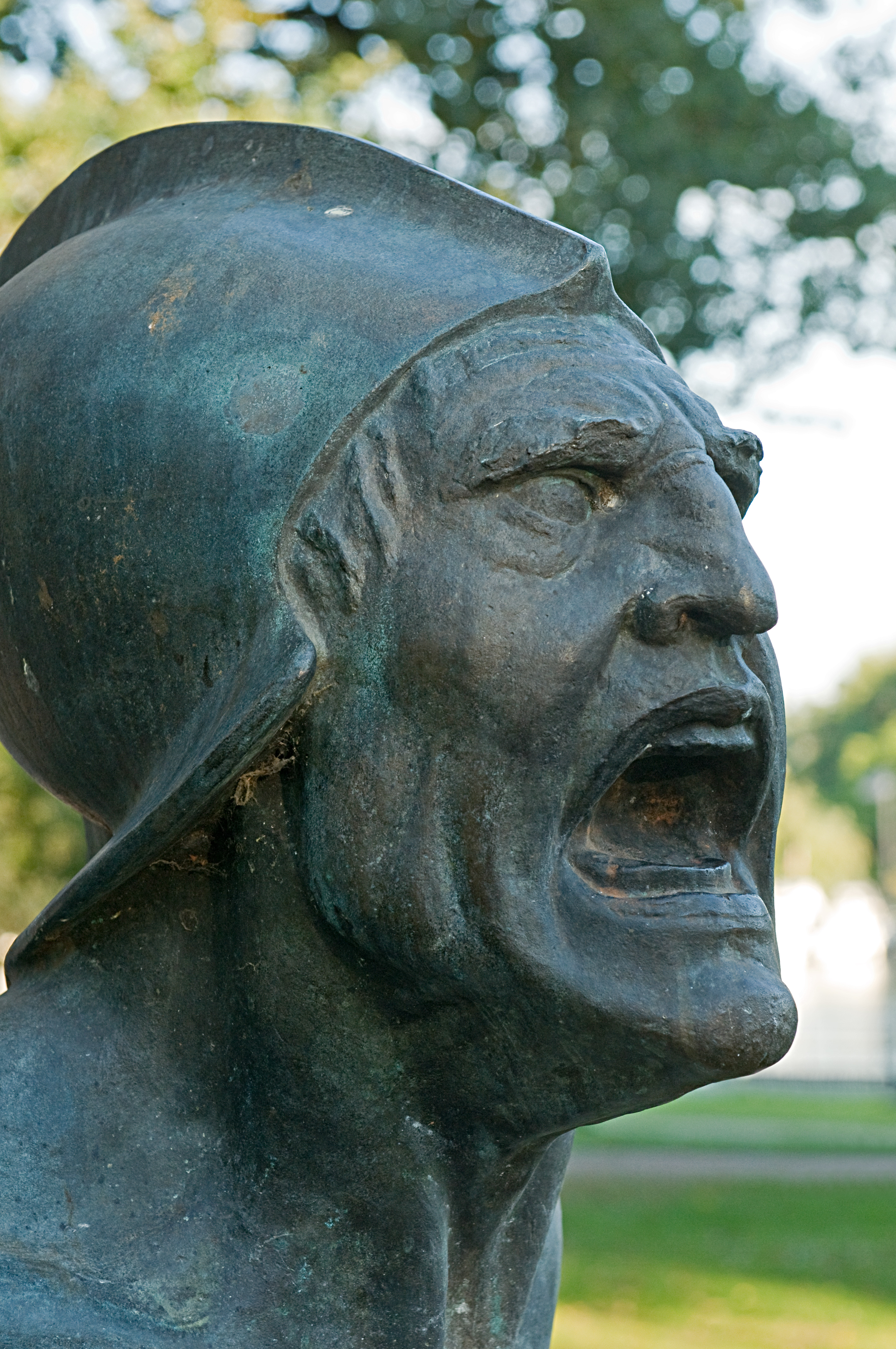
Halbprofil der Bronzebüste „Krieg“

Das Kunstwerk zeigt die Büste eines Mannes ohne Oberbekleidung, der einen Helm in Form eines Eisenhutes trägt. Die schräg angeschnittene kräftige Schulterpartie der Büste steigt von links nach rechts an, der Kopf ist leicht nach vorne und oben gereckt. Der Mund ist wie zu einem Schrei weit und verzerrt aufgerissen; die Augen sind offen, aber blind. Die Skulptur steht auf einem hellen Steinquader mit grober Oberflächenstruktur, auf dessen Frontseite das Wort „Krieg“ eingemeißelt ist. Auf der Rückseite des Steinquaders ist eine Bronzeplakette eingelassen, die Informationen über den Ursprung der Skulptur enthält.

## Geschichte der Skulptur
Biringer, der durch seine Kriegserlebnisse als Soldat im Ersten Weltkrieg depressiv wurde, entwarf die Skulptur 1928 im Auftrag der Stadt Höchst am Main als Mahnmal gegen den Krieg. Sie war ursprünglich an der Höchster Dalberganlage aufgestellt und wurde von den Nationalsozialisten während des Zweiten Weltkriegs entfernt und eingeschmolzen. 
Auf Betreiben von Höchster Bürgern und der Stadt Frankfurt wurde die Skulptur 1982 nach der alten Form neu gegossen und am heutigen Ettinghausen-Platz am Rande des Höchster Markts aufgestellt. Der Standort befand sich vor der Gedenktafel für die bei den Novemberpogromen von 1938 niedergebrannte Höchster Synagoge.
Da Biringer seit 1933 Mitglied der NSDAP war und einige Auftragsarbeiten für die Nationalsozialisten ausführte, gerieten sowohl der Künstler als auch der Standort des Kunstwerks 2009 in die Kritik. Daraufhin kam es zu einer öffentlichen Diskussion über einen neuen Platz für die Skulptur. Im August 2010 wurde der Krieg in den Brüningpark vor dem Ochsenturm umgesetzt.